# Rock Against Bush, Vol. 1
Rock Against Bush, Vol. 1 is het eerste compilatiealbum uit de Rock Against Bush-serie. Het is uitgegeven in 2004 door het Amerikaanse Fat Wreck Chords platenlabel. Het bevat een collectie van nummers, zowel eerder als nog nooit uitgegeven, van diverse punkbands en artiesten. Het bevat ook enkele videoclips en stand-upcomedy videos. Het werd uitgebracht op 20 april 2004.

## Nummers
1. "Nothing to Do When You're Locked Away in a Vacancy" (None More Black) - 2:07
2. "Moron" (Sum 41) - 1:39
3. "Warbrain" (Alkaline Trio) - 2:27
4. "Need More Time" (Epoxies) - 2:29
5. "The School of Assassins" (Anti-Flag) - 2:37
6. "Sink, Florida, Sink" (Electric) (Against Me!) - 2:10
7. "Baghdad" (The Offspring) - 3:18
8. "Lion and the Lamb" (The Get Up Kids) - 3:22
9. "Give it All" (Rise Against) - 2:49
10. "No W" (Ministry) - 3:13
11. "Sad State of Affairs" (Descendents) - 2:35
12. "Revolution" (Authority Zero) - 2:23
13. "¡Paranoia! Cha-Cha-Cha" (The Soviettes) - 2:04
14. "That's Progress" (Jello Biafra with D.O.A.) - 3:14
15. "Overcome (The Recapitulation)" (Rx Bandits) - 3:43
16. "No Voice of Mine" (Strung Out) - 2:30
17. "To the World" (Strike Anywhere) - 3:21
18. "Heaven is Falling" (The Ataris) - 2:38
19. "God Save the USA" (Pennywise) - 3:06
20. "Normal Days" (Denali) - 3:25
21. "The Expatriate Act" (The World/Inferno Friendship Society) - 3:02
22. "No News is Good News" (New Found Glory) - 2:58
23. "Basket of Snakes" (The Frisk) - 2:31
24. "Jaw, Knee, Music" (NOFX) - 2:31
25. "It's the Law" (Social Distortion) - 2:35
26. "The Brightest Bulb Has Burned Out" (Less Than Jake (Ft. Billy Bragg)) - 2:04